# توماس جوزيف توبين
توماس جوزيف توبين (بالإنجليزية: Thomas Joseph Tobin)‏ هو كاهن كاثوليكي أمريكي، ولد في 1 أبريل 1948 في بيتسبرغ في الولايات المتحدة.